# Gli amici
Gli amici (Les Amis) è un film del 1971 diretto da Gérard Blain.

## Riconoscimenti
- 1971 - Festival del film Locarno
  - Pardo d'Oro all'opera prima